# Johan Jolin

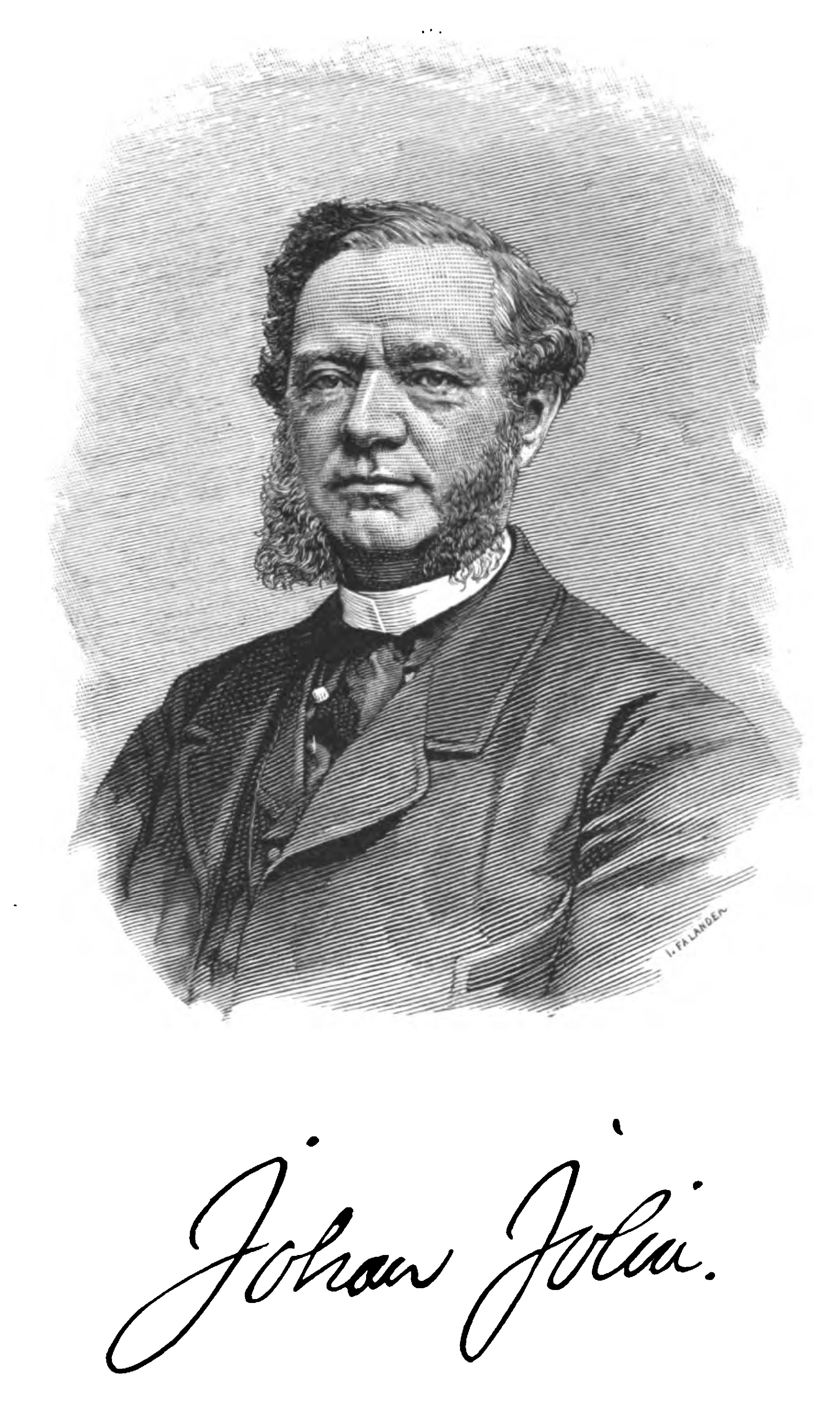
Johan Jolin

Johan Christopher Jolin (* 28. Dezember 1818 in Stockholm; † 13. November 1884 in Lidingö) war ein schwedischer Schauspieler und Dichter.
Jolin studierte an der Universität Uppsala, brach aber sein Studium zugunsten des Theaters ab. Mit 27 Jahren konnte er am königlichen Hoftheater in Stockholm erfolgreich debütieren. Dabei trat er in „En komedi“, einem seiner eigenen Stücke auf. Im selben Jahr zeichnete die Königliche Akademie Schweden sein Gedicht „Fjellbruden“ mit einem Preis aus.
1846 nahm er ein festes Engagement am Königlichen Theater Stockholm an, wo er sowohl als Komiker wie 1849–56 als Literatör des Theaters und seit 1857 als Vorstand der Theaterschule wirkte, bis er 1868 von der Bühne abtrat.
Sechs Wochen vor seinem 66. Geburtstag starb Jolin am 13. November 1884 in Lidingö und fand dort auch seine letzte Ruhestätte.

## Werke (Auswahl)
Theaterstücke
- En man af verld och en man af värde,
- En man som vill har ro, die Dramen:
- Mäster Smith,
- Barnhusbarnen,
- Smädeskrifvaren und das historische Schauspiel
- Ung Hanses dotter am meisten gefielen.

Novellen und Romane
- Rosen bland kamelior,
- Vinglaren,

Werkausgabe
- Skrifter. Stockholm, 1872 ff. (7 Bde.).

Dieser Artikel basiert auf einem gemeinfreien Text aus Meyers Konversations-Lexikon, 4. Auflage von 1888 bis 1890.
| Personendaten    | Personendaten                                 |
| ---------------- | --------------------------------------------- |
| NAME             | Jolin, Johan                                  |
| ALTERNATIVNAMEN  | Jolin, Johan Christopher (vollständiger Name) |
| KURZBESCHREIBUNG | schwedischer Schauspieler und Dichter         |
| GEBURTSDATUM     | 28. Dezember 1818                             |
| GEBURTSORT       | Stockholm                                     |
| STERBEDATUM      | 13. November 1884                             |
| STERBEORT        | Lidingö                                       |